# France Prešeren
France Prešeren (ur. 3 grudnia 1800 w Vrbie, zm. 8 lutego 1849 w Kranju) – słoweński poeta epoki romantyzmu, autor m.in. hymnu Słowenii (Zdravljica). Prešeren jest uznawany za najwybitniejszego poetę słoweńskiego oraz za jednego ze znaczących poetów europejskich XIX w.
W formie zgermanizowanej jego imię i nazwisko bywa zapisywane jako Franz Prescheren, szczególnie w dokumentach z epoki, kiedy Słowenia wchodziła w skład państwa austriackiego. Najbardziej znany utwór Prešerna, „Sonetni venec” (Wieniec sonetów) powstał pod wpływem nieszczęśliwej miłości do Julii Primic (utwór zawiera dedykację dla niej w formie akrostychu) i śmierci bliskiego przyjaciela, krytyka literackiego Matii Čopa.
Dnia 8 lutego, dla upamiętnienia daty śmierci poety, w Słowenii obchodzi się święto kultury słoweńskiej, zwane też Dniem Prešerena; jest to dzień wolny od pracy.
Portret Prešerena znajdował się również na banknocie 1000 słoweńskich tolarów.

## Lata młodzieńcze i szkolne
France Prešeren (Franc Ksaver Prešeren) urodził się w wiejskiej rodzinie. Jego matka, Mini pochodziła z Žirovnicy, a ojciec Šimen z Vrby w słoweńskiej Dolnej Krainie. Matka Prešerna, wyuczona na dobrą gospodynię wiedziała, jak bardzo ważną rolę spełnia wykształcenie. Chciała, aby jej syn został księdzem.
France zaczął naukę w roku 1808 u swojego wujka, księdza w miejscowości Kopanje. Od roku 1810 zaczął jednak uczęszczać do wiejskiej szkoły w Ribnicy. Od roku 1812 kontynuował naukę w Lublanie i w roku 1813 rozpoczął tam naukę w gimnazjum. Po skończeniu gimnazjum przez dwa lata przygotowywał się do podjęcia studiów i w tym celu zaczął kurs filozofii. W związku z pragnieniem podjęcia studiów prawniczych wyjechał do Wiednia, gdzie dokończył w 1821 r. trzeci rok studium filozoficznego. Następnego roku zapisał się na wydział prawa w Wiedniu.
Przy wyborze studiów doszło do konfliktu między nim a rodzicami, jako że jego matka wyrażała głęboką chęć, aby został księdzem. Żeby móc wyjechać na studia, France potrzebował pieniędzy. Pomagał mu jego wuj Jožef, ale także on sam starał się zarobić na wyjazd poprzez udzielanie korepetycji młodzieży katolickiej. W czasie, kiedy przebywał w Wiedniu czytał dzieła wielu poetów wszystkich epok i w ten sposób zaczął odkrywać świat poezji.
W czasie wakacji wracał do ojczyzny, odwiedzał wujostwo, a w roku 1824 zakochał się w córce karczmarza z Lublany Zalice Dolenčevej.

## Lublana, Matija Čop iKranjska čbelica

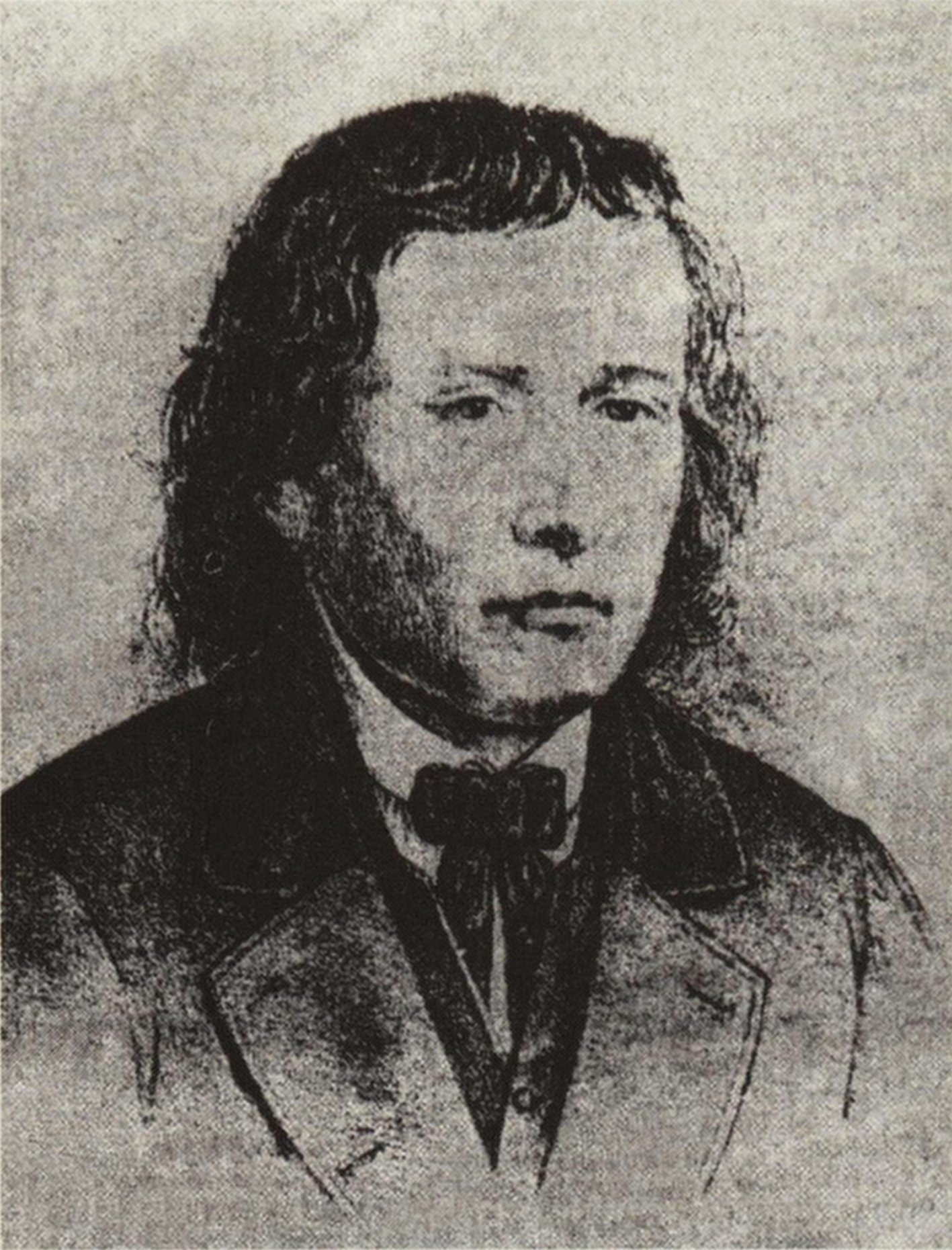
Domniemana podobizna F. Prešerna (Litografia na podstawie fotografii z epoki)

W roku 1828 Prešeren ukończył studia, latem wyjechał na Morawy, a później powrócił do Lublany, gdzie u mecenasa Leopolda Baumgartnera podjął praktykę jako aplikant adwokacki. Następnego roku otrzymał jeszcze niepłatną pracę w urzędzie państwowym.
W Lublanie Prešeren nawiązał bliskie kontakty z profesorem i bibliotekarzem Matiją Čopem, który bardzo dobrze znał współczesną literaturę romantyczną. Był nadzwyczaj wykształconym człowiekiem i znał 19 języków.
W roku 1832 France zdał w Celovcu egzamin sądowo-adwokacki. w tym czasie popadł też w pierwszy życiowy kryzys związany z zaplanowanym przez rodziców Franca ślubem z bogatą Niemką Marią Johanna Khlun z Grazu. Związek z Niemką nie był udany. Gdy zafascynowanie narzeczoną minęło, Prešeren zaczął się wycofywać ze związku i zaniechał odpisywania na jej liczne listy. Wkrótce zerwał z nią kontakty. Z tego okresu pochodzą jego Sonetje nesreče (Sonety nieszczęścia).
Prešeren, za namową Matiji Čopa zaczął stosować włoskie formy poetyckie, pisał w tercynach, układał sonety, i zapoczątkował tym nowy rozdział w słoweńskiej poezji. Owocem współpracy Prešerna i Matiji Čopa jest elegia Slovo od mladosti, cykl Ljubezenski sonetje i satyra programowa Nova pisarija.
Został także głównym poetą almanachu Kranjska čbelica, który redagował Miha Kastelic. Čbelica została wydana pięciokrotnie: w 1830, 1831, 1832, 1834 i 1848 roku. W okresie wydawania almanachu w 1834 roku France Prešeren wszedł w konflikt z Jernejem Kopitarem, dotyczący cenzury, a także opinii na temat almanachu. Prešeren i Matija Čop uważali Čbelicę za wysoką literaturę zaś Kopitar za popularną, opartą na wiejskim słownictwie na wzór Serbów.
Kolejny konflikt z Kopitarem, dotyczący nowej słoweńskiej ortografii, którą Kopitar chciał wprowadzić wraz ze swym uczniem Metelkom. Miało powstać 12 nowych liter, jednak ich zapis nie był jeszcze treściowo i estetycznie ugruntowany. Krytykę nowej ortografii, Prešeren zawarł m.in. w utworach Sonet o kaši (Sonet o kaszy) oraz Nova pisarija. Prešernowi z pomocą przyszedł czeski poeta František Ladislav Čelakovský, który uniemożliwił reformę ortografii i chwalił poezje słoweńskiego poety. Była to pierwsza zagraniczna pozytywna ocena poezji Prešerna.

## Życiowe próby, związek z Aną Jelovšek
6 kwietnia 1833 Prešeren spotkał w kościele młodą, pochodzącą z bogatej, kupieckiej rodziny Juliję Primic. Stała się ona jego muzą, zaś owocem jego miłości do Julii jest Sonetni venec (Wieniec sonetów), wydany w 1834 roku. Wiersze, wchodzące w skład Wieńca wzbudziły złość matki Julii, która nigdy nie widziała w Prešernie kandydata na zięcia. Chociaż France był bardzo zakochany w Julii, ona nie przyjęła jego miłości i w 1839 roku wyszła za mąż za bogatego szlachcica Josefa Anselma von Scheuchenstuela.
Rok 1835 był jednym z najgorszych w życiu poety. Tego roku zmarł jego wuj Jožef, w wodach rzeki Sawy utonął Matija Čop, a Julija była już zaręczona. Wszystkie te wydarzenia spowodowały, że Prešeren staczał się, upijając się w okolicznych gospodach. Podobno myślał też o samobójstwie. W tym czasie napisał poemat Krst pri Savici, który poświęcił przyjacielowi – Čopovi.
Około roku 1836 Prešeren zaczął się interesować słoweńską poezją ludową. W życiu Prešerna pojawił się Polak Emil Korytko – działacz i orędownik kształtowania świadomości narodowej Słoweńców, miłośnik i zbieracz tamtejszej sztuki ludowej, którego władze austriackie wygnały z Ojczyzny do Lublany z powodu działalności niepodległościowej. Prešeren i Korytko uczyli się nawzajem swoich ojczystych języków. Prešeren przetłumaczył dzięki pomocy polskiego przyjaciela sonet Mickiewicza pt. Rezygnacja. Korytko zaś zapisywał wiersze ludowe, podróżował po słoweńskich wsiach, a także posiadł znaczącą kolekcję zbiorów folklorystycznych, którą przekazał do tamtejszego muzeum. Niestety, tuż przed wydaniem zbioru wierszy ludowych, Korytko zachorował i wkrótce potem zmarł.
W tym czasie poznał w domu swego przyjaciela i pracodawcy Crobatha służącą Anę Jelovšek. Miał z nią trójkę dzieci. Niewykształcona Ana nie była w stanie pojąć poetyckiego spojrzenia na świat, jakie przejawiał France. Ważne jest, że przez cały okres ich wspólnego życia nie napisał żadnego wiersza miłosnego na cześć Any. Jedynie wiersz Nezakonska mati poświęcony jest matce jego dzieci.
W 1839 roku powrócił do kraju dawny przyjaciel Prešerna Andrej Smole, który wyjechał z kraju z powodu długów i znaczną część życia spędził za granicą. Prešeren często odwiedzał przyjaciela i wspólnie wydawali książki (m.in. wiersze Valentina Vodnika i dramat Antona Tomaža Linharta Matiček se ženi)
Prešeren coraz częściej pił. Po raz kolejny zakochał się nieszczęśliwie w córce karczmarki Metki – Jerici Podboj. Poświęcił jej nawet kilka wierszy.
W roku 1843 zaczęły ukazywać się Kmetijske in rokodelske novice pod redakcją weterynarza i polityka Janeza Bleiweisa. Zaproponował on Prešernowi współpracę, jednak wyżej od jego wierszy cenił utwory Jovana Vesela Koseskega. Później zaczął również publikować wiersze Franca, jednak w mniej widocznych miejscach czasopisma. Prešeren ponownie zaczął pisać i w roku 1846 przedłożył swoje dzieła cenzurze. Poezije Franca Prešerna ukazały się w końcu w roku 1847.

## Śmierć poety
Po rewolucji marcowej w roku 1848 Prešernowi udało się opublikować Zdravljicę, która ukazała się w Novicach Bleiweisa. Później pojawiły się poważne oznaki choroby i twórczość poety zamarła. France Prešeren cierpiał na marskość wątroby. Był zadłużony i bez pieniędzy. Umarł w czwartek, 8 lutego 1849 roku.
Jego śmierć oznaczała początek jego prawdziwej sławy. Janez Bleiweis postanowił rozsławić imię i poezję Prešerna. Dlatego zorganizował uroczysty pogrzeb i zatroszczył się o postawienie pomnika, dzięki któremu naród słoweński oddałby cześć pamięci wielkiego poety. Ogłoszono na ten cel publiczną zbiórkę pieniędzy, która trwała 4 lata. Dziś wszyscy Słoweńcy znają Prešerna i jego poezję.

## Dzieła przetłumaczone na język polski
Wiersze France Prešerena tłumaczyli na język polski między innymi Marian Piechal, Anna Kamieńska, Igor Sikirycki i Katarina Šalamun-Biedrzycka. Przełożone zostały najważniejsze utwory poety, w tym Wieniec sonetów i Chrzest nad Sawicą.